# Jüdischer Friedhof (Nahbollenbach)

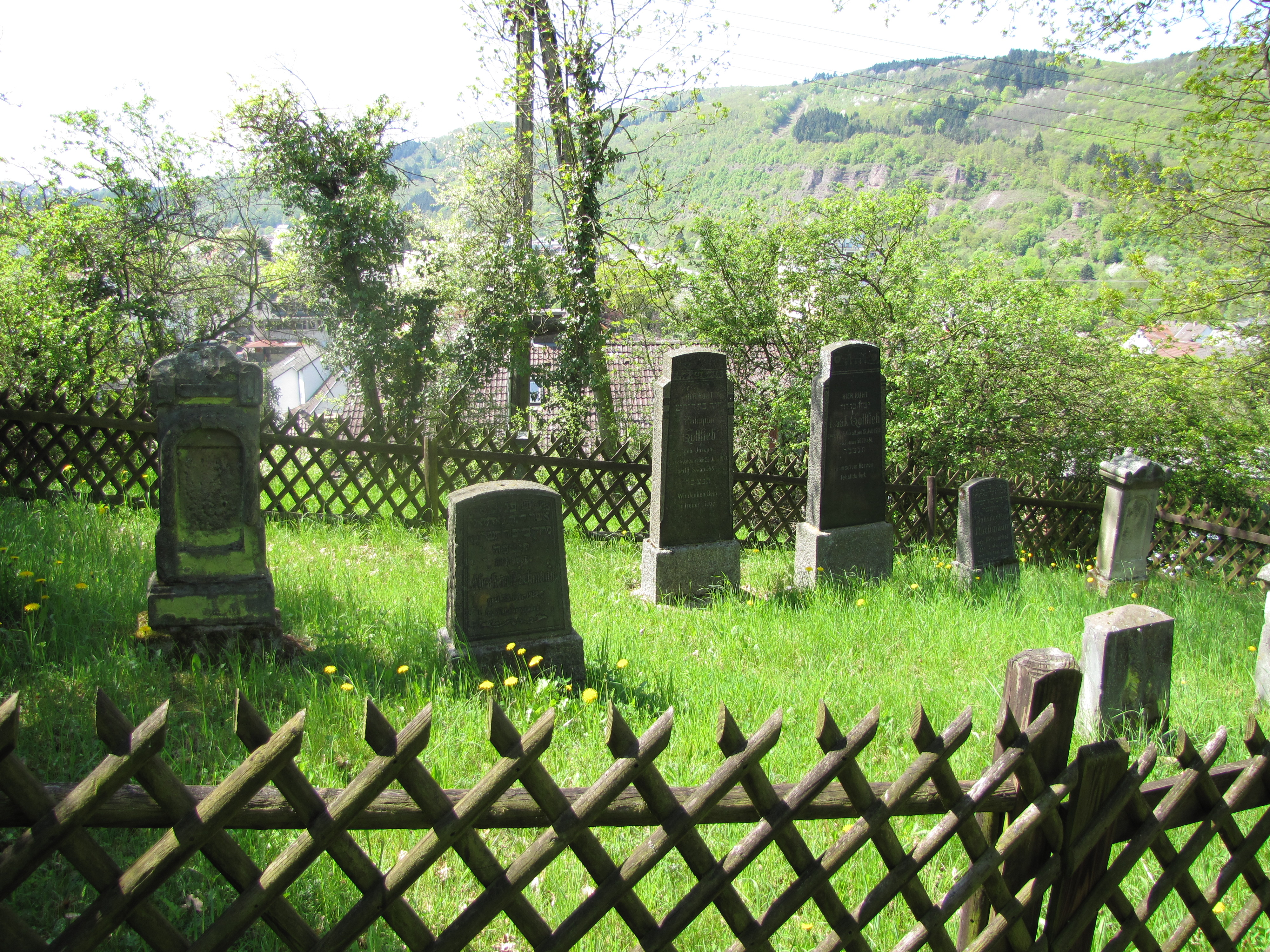
Jüdischer Friedhof

Der Jüdische Friedhof Nahbollenbach ist ein Friedhof in Nahbollenbach, einem Ortsteil der Stadt Idar-Oberstein im Landkreis Birkenfeld in Rheinland-Pfalz. Er ist ein geschütztes Kulturdenkmal.
Der Mitte des 19. Jahrhunderts erbaute jüdische Friedhof liegt in der Sonnhofstraße in einem umzäunten Areal. Er wurde von 1900 bis um 1933 belegt. 
Es sind zehn meist stelenförmige Grabsteine vorhanden.